# متنزه فورست لاون التذكاري (غلينديل)
متنزه فورست لاون التذكاري مقبرة خاصة في غلينديل، كاليفورنيا، الولايات المتحدة الأمريكية، بما كان يعرف حينها ببلدة تروبيكو. يعتبر المتنزه الموقع الأصلي وقلب شركة فورست لاون للمشارح والمتنزهات التذكارية، وهي سلسلة من ستة مقابر بالإضافة إلى أربعة أخرى في كاليفورنيا الجنوبية.

## تاريخه
تأسس متنزه فورست لاون التذكاري سنة 1906 كمقبرة غير ربحية من قبل مجموعة من رجال الأعمال من سان فرانسيسكو. أبرم الدكتور هوبير إيتون وشارلز سيمز عقد مبيعات مع المقبرة سنة 1912. أخذل إيتون زمام إدارة المقبرة سنة 2017. رغم أنه لم يكن المؤسس الفعلي للمقبرة، ولكنه يلقب بمؤسس متنزه فورست لاون نظرا لأعماله الابتكارية متمثلة في تأسيسة لمشروع يجعل من المقبرة كمكان تذكاري ومتنزه وذلك (بالقضاء على أحجار القبور العمودية وإضفاء أعمال لفنانين مقتدرين) ولأنه أول من افتتح دارا للجنائز على أراضي مقبرة. آمن إيتون بقوة على أن هناك حياة سعيدا بعد الموت. لقد كان مقتنعا بأن معظم المقابر كانت «أحجار محبطة وبائسة» أنذر نفسه لإنشاء مقبرة من شأنها أن تعكس معتقداته المسيحية المتفائلة، «خلافا للمقابر الأخرى مثل أشعة الشمس خلافا للظلام.»
كان يتصور «فورست لاون» لكي تكون «حديقة عظيمة خالية من المباني الشنيعة وغيرها من مظاهر الموت الدنيوي، لكنها مليءة بالأشجار الشاهقة، والمروج الشاسعة، والنوافير الرائعة، والتماثيل الجميلة، و...هندسة تذكارية.»  تم توقيع العديد من اللوحات بنقش كلمة «'البناء' بالإنجليزية:The Builder».[بحاجة لتوضيح] في سنة 1966 صار فريدريك ليويلين، ابن أخ إيتون رئيسا تنفيذيا لفورست لاون. تبعه ولده جون ليويلين سنة 1987، والذي لايزال رئيس مجلس الإدارة.

## شخصيات مدفونة في المقبرة
- مدفونون في منتزه فورست لاون التذكاري

## روابط خارجية
- الموقع الرسمي
- مقالة مؤرشفة لإيفلين ووه حول أركيولوجية فورست لاون.
- موقع مكرس من طرف تشارلز الايس ديزني عرفانا لمؤسس فورست لاون.